# 大前忠
大前 忠（おおまえ ただし）は日本の財務官僚。

## 来歴
現在の兵庫県丹波篠山市出身。兵庫県立篠山鳳鳴高等学校卒業、東京大学経済学部卒業。1976年大蔵省入省（関税局国際第一課）。2001年北海道財務局長。2003年財務省大臣官房審議官（理財局担当）。2004年仙台国税局長。2005年内閣官房構造改革特区推進室長兼地域再生推進室長。2007年関東信越国税局長。2008年東京税関長。2009年造幣局理事（総務部、東京支局総務課及び同経理管財課並びに広島支局総務課及び経理管財課担当）。2012年日本証券業協会特別参与。2013年日本証券業協会常任監事。2024年瑞宝中綬章受章。

## 略歴
- 1976年：大蔵省入省（関税局国際第一課）[2]。
- 1979年：大臣官房調査企画課財政金融研究室[2]。
- 1981年：高松国税局伊予三島税務署長。
- 1982年：銀行局総務課長補佐[2]。
- 1989年：銀行局特別金融課長補佐[2]。
- 1991年：福岡財務支局理財部長。
- 1992年：大臣官房企画官兼証券取引等監視委員会事務局総務検査課証券取引検査官室長[2]。
- 1995年：経済企画庁総合計画局計画官（財政金融担当）。
- 1997年：関東財務局総務部長。
- 1998年：預金保険機構総務部長。
- 2000年：関東財務局金融安定監理官。
- 2001年：北海道財務局長。
- 2003年：財務省大臣官房審議官（理財局担当）。
- 2004年：仙台国税局長。
- 2005年：内閣府経済社会総合研究所総括政策研究官、内閣官房内閣審議官（内閣官房副長官補付）、内閣官房構造改革特区推進室長、内閣官房地域再生推進室長。
- 2007年：関東信越国税局長。
- 2008年：東京税関長。
- 2009年：造幣局理事（総務部、東京支局総務課及び同経理管財課並びに広島支局総務課及び経理管財課担当）。
- 2012年：日本証券業協会特別参与。
- 2013年：日本証券業協会常任監事。
- 2014年：日本証券経済研究所常務理事。
- 2020年：日本証券経済研究所特別嘱託。
- 2024年：瑞宝中綬章受章。